# Elica-giro-elica

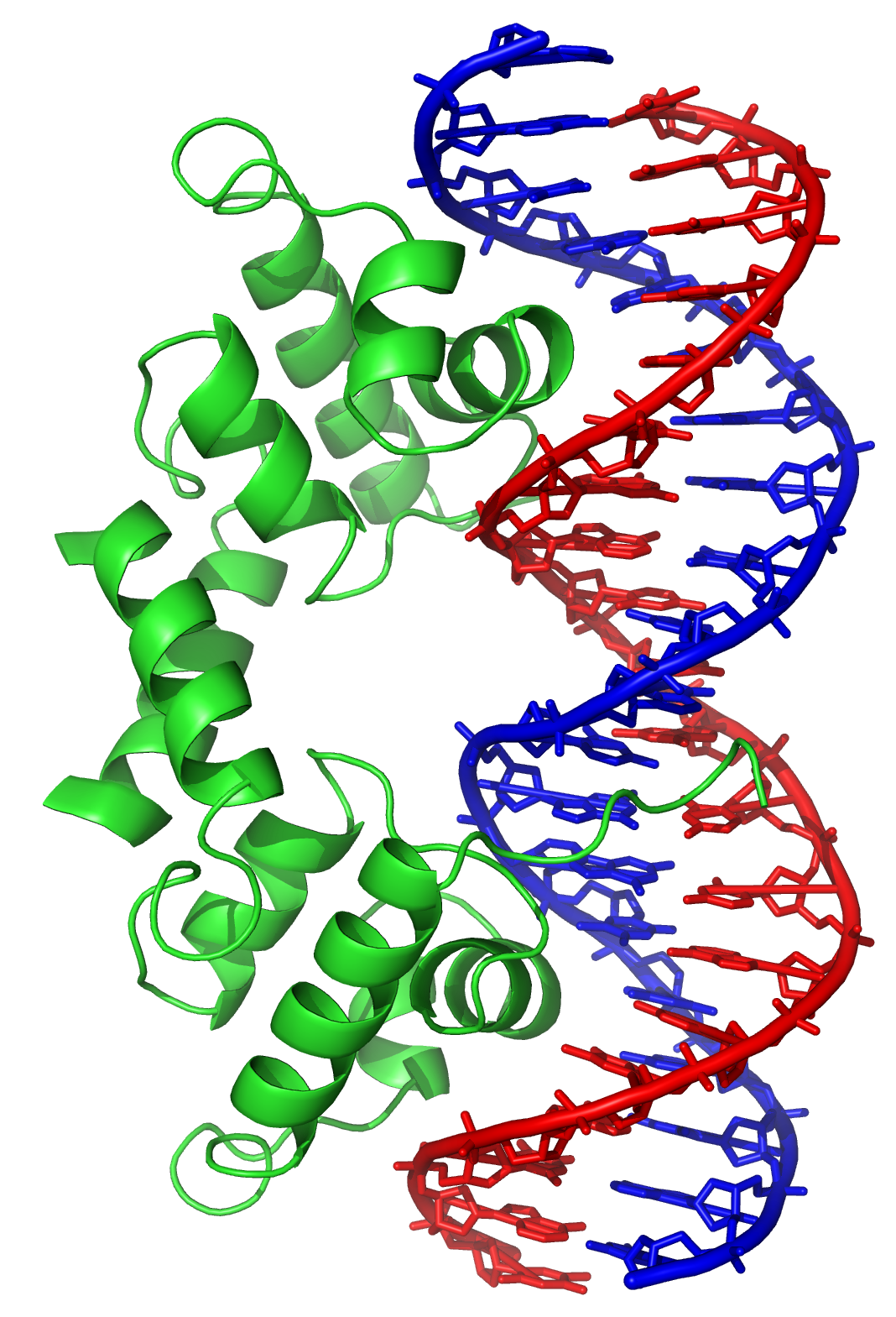
Il repressore lambda, con la sua caratteristica struttura elica-giro-elica, legato al proprio DNA bersaglio

Nelle proteine, la configurazione elica-giro-elica (helix-turn-helix o HTH) è il motivo strutturale principale in grado di legare il DNA. È composta da due α-eliche unite da una piccola sequenza di amminoacidi e si trova in molte proteine che regolano l'espressione genica.
Il riconoscimento e la capacità di legame al DNA è dovuta alle due α-eliche: una occupa l'N-terminale della struttura, l'altra il C-terminale. In molti casi la seconda elica contribuisce maggiormente al riconoscimento del DNA. Il motivo si lega al solco maggiore del DNA tramite una serie di legami idrogeno e diverse interazioni di van der Waals con le basi esposte. L'altra α elica stabilizza l'interazione tra la proteina ed il DNA, ma non gioca un ruolo particolare nel suo riconoscimento.